# Jawed Karim
Jawed Karim (em bengali:  জাওয়েদ করিম; Merseburg, 28 de outubro de 1979) é um cofundador do popular site de compartilhamento de vídeos YouTube. Mudou-se para os Estados Unidos em 1992. Ele conheceu os outros dois cofundadores do site quando trabalhava no PayPal. Posteriormente, fundaram o YouTube, em 14 de fevereiro de 2005.
Alguns meses depois, em 24 de abril de 2005, Jawed criou o primeiro canal do YouTube, chamado "jawed". Foi ele também quem postou o primeiro vídeo do YouTube "Me at the zoo" no mesmo dia. O vídeo hoje conta com centenas de milhões de acessos por ser considerado um fato "histórico" para a internet.
Curiosamente, o objetivo inicial ao criar o site era fazer dele um site de namoro, relata cofundador Steve Chen. Mulheres seriam até mesmo pagas para postar vídeos na plataforma no intuito de gerar engajamento. Entretanto, após cinco dias sem nenhum vídeo publicado, Chen decidiu abrir a plataforma para qualquer tipo de vídeo. Em 16 de outubro de 2006, junto com os cofundadores Chen e Hurley, Karim vendeu o YouTube por 1,65 bilhões de dólares à Google.